# Emmy Dörfel
Emmy Dörfel (* 1908 in Plauen; † 18. Mai 2002) war eine deutsche Krankenschwester und kommunistische Widerstandskämpferin.

## Leben
Dörfel gehörte der KPD an und arbeitete im Jüdischen Krankenhaus in Berlin. Aufgrund ihrer politischen Arbeit flüchtete sie nach der Machtergreifung der Nationalsozialisten nach Paris und schloss sich den Internationalen Brigaden in Spanien 1937 an. Danach kämpfte sie in der französischen Résistance. 1941 wurde sie von der Gestapo verhaftet und ins Konzentrationslager Ravensbrück eingeliefert. 1945 gelang ihr die Flucht aus dem KZ.

## Auszeichnungen
1963 erhielt sie in Dresden die Florence-Nightingale-Medaille. Sie ist im Virtuellen Denkmal „Gerechte der Pflege“ aufgeführt.